# 신탄진 (영화)
"신탄진"은 2015년에 제작한 대한민국의 영화이다.

## 캐스팅
- 박세재
- 송성모
- 여정현
- 임가영
- 장동필